# Félix Álvarez Brun
Félix Álvarez Brun (Pallasca, 10 de abril de 1922 - Lima, 16 de febrero de 2017) fue un historiador, maestro y diplomático peruano.

## Estudios
Cursó sus estudios primarios en la Escuela Pre vocacional 293 de su localidad natal; los secundarios, hasta el cuarto año, los siguió en el Colegio Nacional San Juan de Trujillo, culminándolos en el Colegio Nuestra Señora de Guadalupe de Lima.
Ingresó en la Universidad Nacional Mayor de San Marcos donde siguió estudios en la Facultad de Letras, y fue uno de los más conspicuos discípulos del maestro Raúl Porras Barrenechea y de otros ilustres maestros e intelectuales.

## Vida profesional
Se incorporó al Ministerio de Relaciones Exteriores del Perú como Ayudante en la Dirección de Asuntos Culturales.
En 1948, ingresa al servicio diplomático y viaja a España como miembro de la Embajada del Perú ante dicho país. Durante su permanencia en España, codo a codo con el doctor Porras, participó en la investigación de la vida del Inca Garcilaso de la Vega en Montilla, ciudad que cobijó, anónimamente al autor de Los Comentarios Reales durante treinta años.
Después de su regreso al Perú se graduó en Historia y luego en Derecho. Ya era profesor en San Marcos.
En 1955 se hizo merecedor del Premio Nacional Inca Garcilaso de la Vega, por su trabajo referido a la biografía de José Eusebio de Llano Zapata y, posteriormente, por su obra titulada La Ilustración, los Jesuitas y la Independencia Americana, recibió el Premio Javier Prado.
Fue miembro de número de la Academia Nacional de Historia y de la Sociedad Peruana de Historia, y se desempeña como Presidente del Instituto Raúl Porras Barrenechea, Centro de Altos Estudios e Investigaciones Peruanas de la Universidad de San Marcos.
Ha sido Delegado Alterno ante la UNESCO y Embajador ante Panamá y Bulgaria, y dirigido la Academia Diplomática del Perú.

## Condecoraciones
- Orden del Sol del Perú,
- Orden San Carlos de Colombia,
- Orden Vasco Núñez de Balboa de Panamá,
- Orden Caballero de Madara de Bulgaria,
- Gran Cruz de Plata de Austria,
- El Estado peruano lo condecoró con las Palmas Magisteriales, en el grado de Amauta.

## Obra
- Vida y Obra de José Eusebio de Llano Zapata, 1955.
- La Ilustración, los Jesuitas y la Independencia Americana, 1957.
- Ancash Histórico, 1958.
- Bibliografía de Raúl Porras Barrenechea, 1961.
- Apuntes sobre Carrió de la Vandera, autor del Lazarillo de Ciegos Caminantes, Toulouse (Francia), 1965.
- La UNESCO y la Alfabetización en el Mundo, 1965.
- ANCASH, una historia regional peruana, 1970.
- Misión García del Río y Paroissien, 1972.
- Misión José Joaquín Olmedo y Gregorio Paredes, 1972.
- José Faustino Sánchez Carrión, 1976.
- El Sacrificio de Ancash por la Independencia del Perú y América, 1979.
- Situación Política y Económica durante el Protectorado de San Martín, 1979.
- Manuel Nicolás Corpancho: Diplomático, 1981
- Luis Fernán Cisneros, periodista, poeta y diplomático, 1982.
- Víctor Andrés Belaunde: diplomático e internacionalista, 1983.
- Visión Integral del Perú: Raúl Porras en Costa Rica, 1986.
- Homenaje a Raúl Porras Barrenechea, 1986.
- El Autor de "El Lazarillo de Ciegos Caminantes" y su rivalidad con José Antonio de Pando, 1987.
- Sierra de mi Perú, 1988.
- Garcilaso Inca de la Vega, 1995.
- Raúl Porras Barrenechea, diplomático e internacionalista, 1996.
- El Legado Quechua, 2000.
- Devoción por un Perú Integral. Raúl Porras y El Legado Quechua, 2009.

## Fallecimiento
El Sr. Félix Álvarez Brun murió en el Distrito de San Borja, Lima.
El motivo de su fallecimiento se debió a su avanzada edad.